# حسن علا
حسن علا  (مواليد 24 نوفمبر 1980) هو لاعب كرة قدم مغربي
مثّل المنتخب المغربي في 6 مناسبات.

## روابط خارجية
- حسن علا على موقع قاعدة بيانات كرة القدم.إي يو (الإنجليزية)
- حسن علا على موقع ناشيونال فوتبول تيمز (الإنجليزية)
- حسن علا على موقع Soccerway.com (الإنجليزية)
- حسن علا على موقع عالم كرة القدم.نت (الإنجليزية)
- حسن علا على موقع GSA (الإنجليزية)